# Нишки културен център
Нишки културен център (или НКЦ, на сръбски: Нишки културни центар) е културна институция на град Ниш, разположена в градска община Палилула. Културният център организира публични изяви на художници, фестивали, литературни вечери, концертни представления, изложби, лекции, форуми, филми прожекции, честване на празници и годишнини, чрез издаване на книги и списания, организиране на работата на галерии и любителски дружества и секции, които са свързани не само с град Ниш, но и с цяла Сърбия. Директор на културния център е Сърджан Савич.
Нуждата на град Ниш от такава институция се появява през 1960-те години, но културния център в Ниш се създава чак през 1999 година. Институцията, основана в самия край на ХХ век, се намира в помещенията на бившия Дом на културата и най-голямата дискотека в Ниш от 1980-те години, Музикален клуб 81. Сградата е построена през 1960 г. Разполага с голяма зала с капацитет от няколкостотин места (недовършена), малка зала с площ от 80–100 места и зала с капацитет от 100–150 места. За нуждите на художествената програма се използва Галерията на културния център в Ниш и залата, а понякога и Галерията на Сърбия, павилиона в крепостта и откритите обществени градски пространства.
За повече от десет години съществуване под егидата на тази институция са организирани голям брой културни събития като: Литературна колония Сичево, Международна колония на художествената фотография, Детска художествена колония „Грачаница“, Литературна награда „Стеван Сремац“ като част от „Ден на Стеван Сремац“, Литературна награда на Бранко Милкович в рамките на „Денят на Бранко Милкович“, Рок мемориал „Най-важното е да бъдем здрави“, филмови срещи, хорови фестивали, Нисомниа, панаир на книгата и графиката в Ниш, както и Международния фестивал на комикса Нифест.
НКЦ се превръща и в най-голямото издателство в района на Ниш, след затварянето на важни нишки издателства Градина и Просвета през 1990-те години. Като част от своята издателска дейност, той издава списанията Унус Мундус и Градина.